# Black Country

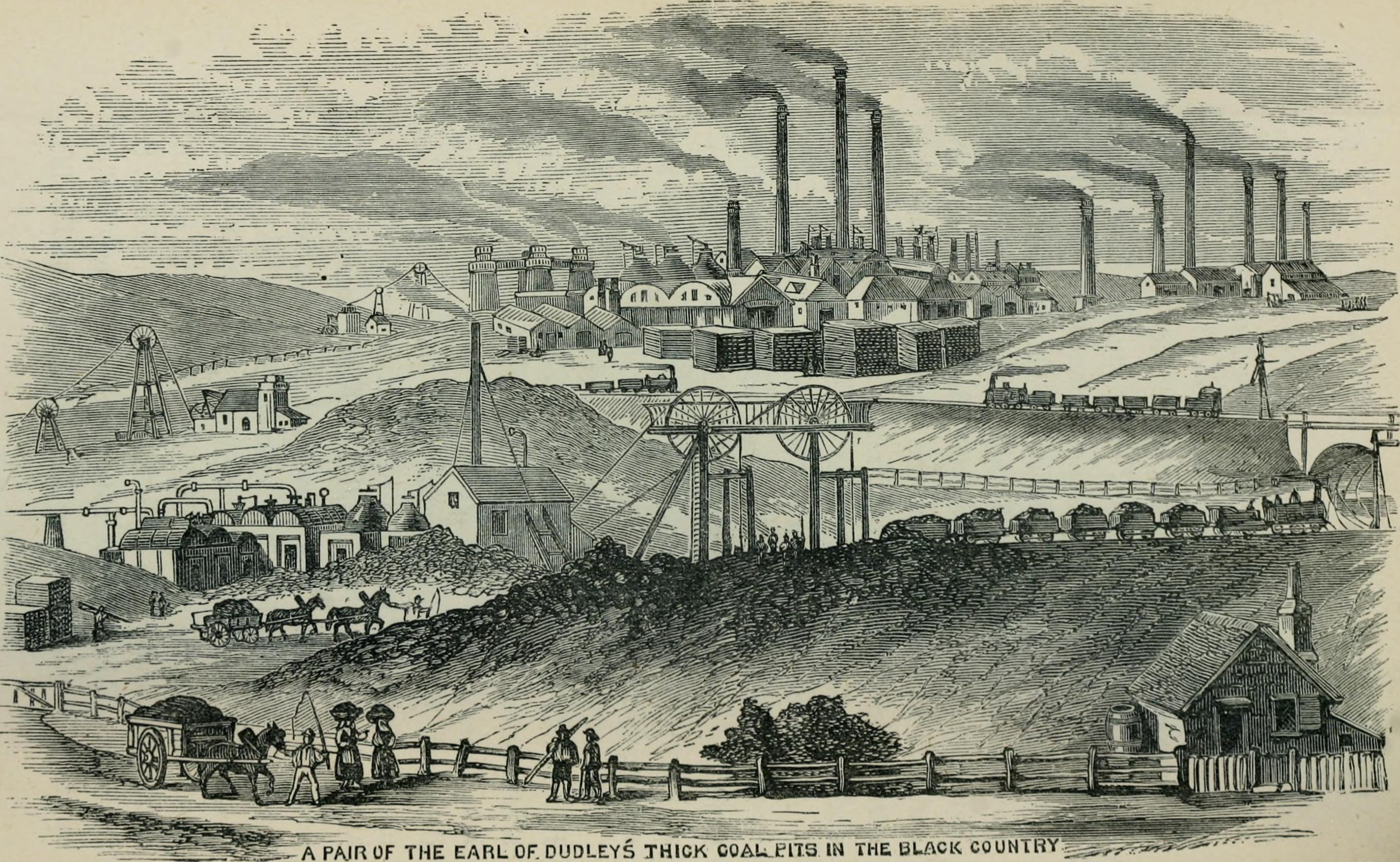
Black Country omstreeks 1870

Vlag van Black Country

The Black Country (Het zwarte land) is een losse omschrijving van het gebied ten noorden en westen van Birmingham en ten zuiden en oosten van Wolverhampton in de Engelse Midlands. Dit gebied ligt rond de steenkoolvelden van Staffordshire en heeft een inwonertal van rond de 1 miljoen.

## Omvang van het gebied
De grenzen van het zwarte land zijn controversieel: waar de een de stad Wolverhampton in het gebied meeneemt, ligt bij anderen deze stad erbuiten. Birmingham is zeer zeker geen onderdeel van het gebied. De huidige omschrijving van de Black Country omvat vier stedelijke gebieden: Dudley, Sandwell, Walsall en de stad Wolverhampton. Dudley wordt weleens gezien als de onofficiële hoofdstad van het gebied.
Een oudere omschrijving definieert het gebied door de omvang van het kolenveld, ingeklemd tussen de oostelijke en westelijke breuklijnen en in het noorden door de Bentleybreuklijn (die het steenkoolveld van zuidelijk Staffordshire afscheidt van het Cannock Chase kolenveld). De zuidelijke grens ligt nabij Halesowen en Stourbridge. Op basis hiervan maken Wolverhampton en Stourbridge dus geen deel uit van de Black Country.
De M5-snelweg, in verschillende fasen aangelegd vanaf de jaren zestig, kan tegenwoordig ook worden gezien als de oostelijke grens, maar dit is niet helemaal correct.
De Black Country is tegenwoordig een grote agglomeratie die in de 20e eeuw is ontstaan door het samengroeien van een aantal historische handelssteden en dorpen. Er is hierdoor niet één stadscentrum, maar vele verschillende en iedere gemeenschap heeft zo iets van het eigen karakter behouden.

## Plaatsen in de regio
Plaatsen die in de Black Country liggen zijn delen van de stad Wolverhampton, en de steden:
| - Aldridge - Bilston - Blackheath - Brierley Hill - Brownhills - Coseley - Cradley - Darlaston - Dudley - Gornal - Great Bridge - Halesowen - Kingswinford - Lye | - Netherton - Oldbury - Quarry Bank - Rowley Regis - Sedgley - Stourbridge - Tipton - Walsall - Warley - Wednesbury - Wednesfield - West Bromwich - Willenhall - Wordsley |

## Geschiedenis
De industrialisatie van de Black Country gaat ver terug in de geschiedenis. Al in de 16e eeuw had het gebied een belangrijke rol met betrekking tot de verwerking van metaal, voornamelijk door de aanwezigheid van ijzererts en steenkool in een 9 meter dikke laag – de dikste laag in Groot-Brittannië – die op sommige plaatsen boven de grond uitkwam. Veel mensen leefden van het land en verdienden wat bij door als smid of beslager te werken.
Voor de industriële revolutie werden steenkool en kalksteen alleen op kleine schaal verwerkt, maar tijdens en na de revolutie werd mede door de aanleg van kanalen zoals het Birmingham Canal Navigation, Stourbridge Canal, Dudley Canal en de Dudley Tunnel de regio toegankelijk voor het op grote schaal exploiteren van de mineralen. Ook nieuwe uitvindingen en het gebruik van cokes zorgden ervoor dat de productie van ijzer (dat tot die tijd afhankelijk was van steenkool) snel groeide.
In de 19e eeuw was de Black Country uitgegroeid tot een van de meest geïndustrialiseerde gebieden in Groot-Brittannië. Het stond bekend om de vervuiling, voornamelijk door de ijzer- en kolenindustrie.
Het gebied werd al snel berucht. Het boek The Old Curiosity Shop van Charles Dickens, geschreven in 1841, beschrijft hoe de fabrieksschoorstenen de lucht verontreinigen:
"Poured out their plague of smoke, obscured the light, and made foul the melancholy air."
("Ze stoten uit hun wolken van rook, verduisteren het licht en vervuilen de trieste atmosfeer.")
In 1862 beschrijft de Amerikaanse consul in Birmingham, Elihu Buritt, de regio als
"black by day and red by night" ("overdag zwart, 's nachts rood"), door de rook en de smeer die wordt geproduceerd door de intensieve industrie.
Er wordt wel gezegd dat J.R.R. Tolkien het grimmige Mordor uit In de ban van de ring baseerde op het gebied. In het boek betekent Mor-Dor in de Elventaal ook "Donker" (of "zwart") "Land" en "The Black Country" wordt soms ook gebruikt om aan Mordor te refereren.

## Naamgeving
Het wordt wel gezegd dat het gebied de naam kreeg door de vervuiling van deze zware industrie, die de regio met een zwart roet bedekte. Er is een beroemde, maar dubieuze, anekdote over koningin Victoria, die naar men zegt, de gordijnen in haar koets sloot op het moment dat de koninklijke trein door het gebied reed.
Historici zeggen echter dat de naam waarschijnlijk al ouder is en dat het de bovengrondse kool aanduidt die in het gebied duidelijk zichtbaar is als zwarte lijnen in het land. Daarnaast is ook de aarde in het gebied erg zwart doordat de kool zo vlak aan de oppervlakte ligt.

## Tegenwoordig
De zware industrie die eens het gebied overheerste, is nu verdwenen. De mijnen zijn sinds het einde van de jaren zestig gesloten en de verscherpte wetgeving rondom vervuiling betekent dat het Zwarte Land niet langer zwart is van het roet. De regio heeft nog steeds industrie, maar op een veel kleinere schaal. Een groot deel van het gebied lijdt nu onder hoge werkloosheid: met name Sandwell en in wat mindere mate ook Wolverhampton zijn de economische probleemgebieden in Groot-Brittannië. Zoals ook in andere stedelijke gebieden in Engeland was er een grote influx van etnische minderheden in de jaren zestig en zeventig. Verzet hiertegen bedacht de slogan Keep the Black Country white!.
Er is een museum in Dudley, "Black Country Living Museum", waar het leven in de regio aan het begin van de 20e eeuw wordt weergegeven.

## Black Country dialect
Het traditionele dialect uit de regio is erg oud en is lastig te volgen voor buitenstaanders. Er wordt wel gezegd dat er elementen uit Middelengels nog steeds worden gebruikt, zoals thee, thy en thou. Een uitdrukking als "'Ow B'ist", een verkorting van "How beist thou?" (iets als Hoe zijt gij) is een wijdgebruikte begroeting. Het typische antwoord daarop is "I bayn't be too bad". Een zin als "I haven't seen her" (ik heb haar niet gezien) wordt "I ay sid 'er". Het woord "ar" wordt vaak gebruikt voor "yes" (ja). Het gebruik van het dialect is uiteraard het niet overal hetzelfde in de Black Country en het dikke accent is tegenwoordig steeds minder te horen.
Inwoners van het gebied zijn trots op hun afkomst en weigeren zich te associëren met mensen in Birmingham, dat men "Brum-a-jum" noemt. Inwoners van Birmingham noemen hun buren in het Black Country "Yam yams" – een verwijzing naar het gebruik van "Yow am" in plaats van "You are" (Jij bent).
De volgende informatie komt van de website Ancient Manor of Sedgley.
Het dialect van het Zwarte Land is waarschijnlijk een van de laatste voorbeelden van het gebruik van vroeg-Engels. De woorden die eindigen op 'en' zijn nog steeds goed hoorbaar, zoals in 'gooen' (going), 'callen' (calling) en de klinker 'A' wordt als 'O' uitgesproken in bijvoorbeeld 'sond' (sand), 'hond' (hand) en 'loff' (laugh) – precies zoals het Engels ten tijde van Chaucer werd gesproken.
De verschillen tussen de dialecten in de verschillende delen van de Black Country zijn nog steeds hoorbaar.

## Verder lezen
- Raybould, T.J. (1973). The Economic Emergence of the Black Country: A Study of the Dudley Estate. Newton Abbot: David & Charles.
- Rowlands, M. B. (1975). Masters and Men in the West Midlands metalware trades before the industrial revolution. Manchester: Manchester University Press.
- Gale, W. K. V. (1966). The Black Country Iron Industry: a technical history London: The Iron and Steel Institute.
- Higgs, L. A Description of Grammatical Features and Their Variation in the Black Country Dialect Schwabe Verlag Basel, 2004.